# Sean Gelael

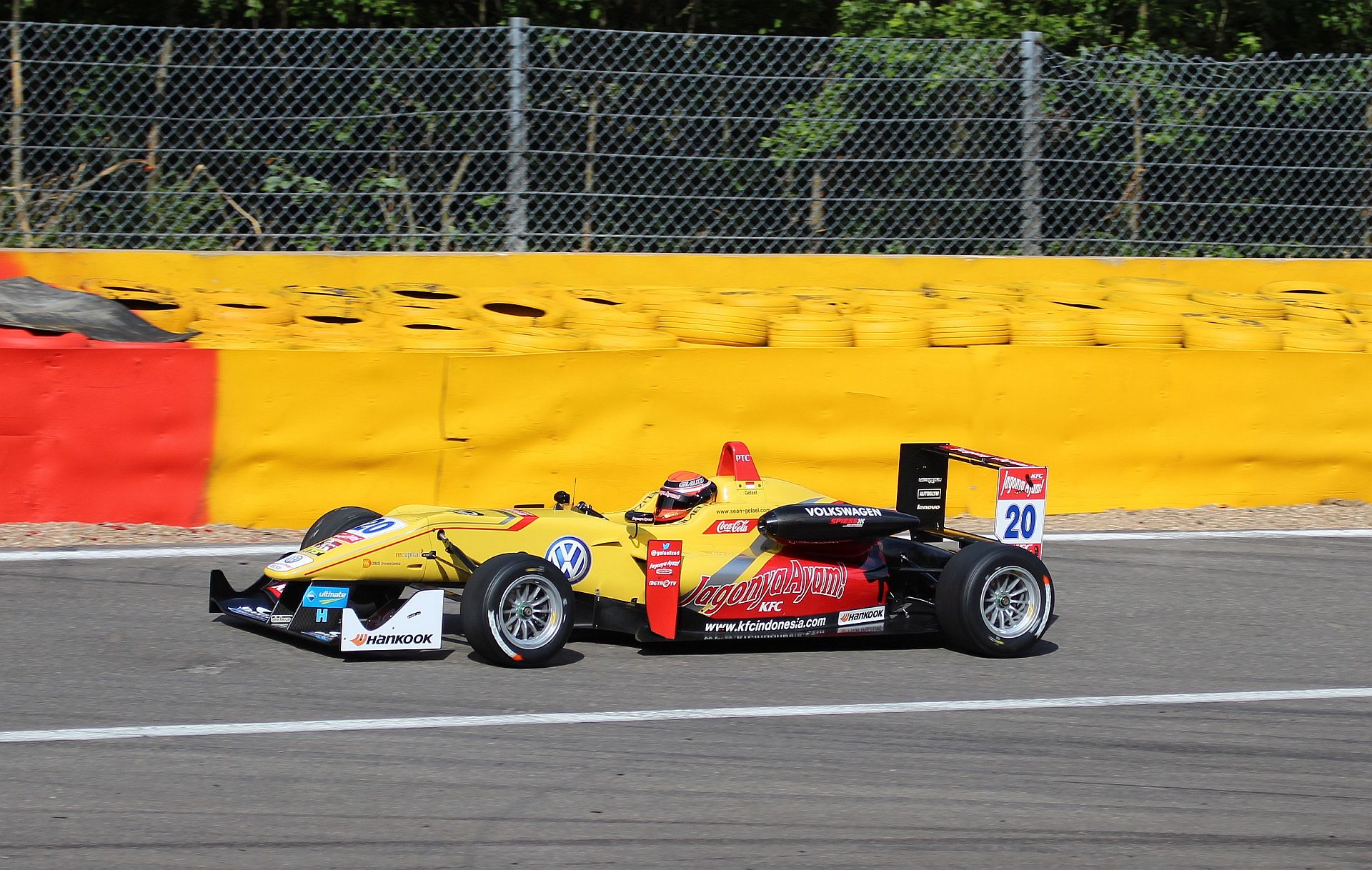
Galael in actie in 2014

Muhammad Sean Ricardo Gelael (Jakarta, 1 november 1996) is een Indonesisch autocoureur.

## Carrière

### Karting
Gelael begon in 2010 in het karting, waar hij in 2011 derde werd in het Aziatische Karting Open-kampioenschap - Formule 125 Senior. 

### Formule Pilota China
Gelael begon zijn autosportcarrière in het formuleracing in de Formula Pilota China in 2012. Hij eindigde hier als vierde in het kampioenschap en als tweede in de "Best Asian Trophy". In het laatste raceweekend van de Formule Abarth in 2012 reed hij ook voor het team BVM op Monza. Hij eindigde deze races achtereenvolgend als tiende, negende en zevende, maar behaalde geen punten omdat hij een gastrijder was.

### Formule 3
In 2013 maakte Gelael zijn debuut in de Formule 3 in het nieuwe Europees Formule 3-kampioenschap voor het team Double R Racing. Hij was hier de jongste coureur in het kampioenschap. Met een dertiende plaats in de laatste race van het seizoen op de Hockenheimring als beste resultaat eindigde hij zonder punten als 28e in het kampioenschap.
In 2014 bleef Gelael in de Europese Formule 3 rijden, maar stapte hij over naar het team Jagonya Ayam with Carlin. Hij wist regelmatig in de top 10 te eindigen en finishte het seizoen met 25 punten op de achttiende plaats in het kampioenschap.

### Formule Renault 3.5 Series
In 2015 bleef Gelael voor Carlin rijden, maar stapte hij over naar de Formule Renault 3.5 Series, waar hij samen met zijn teamgenoot Tom Dillmann in uitkwam. Met een achtste plaats op het Circuit de Monaco als beste resultaat werd hij negentiende in de eindstand met zeven punten.

### GP2
Naast zijn activiteiten in de Formule Renault 3.5 reed Gelael in 2015 ook in de GP2 Series voor Carlin, waar hij Johnny Cecotto jr. verving vanaf het raceweekend op de Hungaroring, die op zijn beurt de eerder vertrokken Marco Sørensen verving. In vijf raceweekenden was zijn beste resultaat een vijftiende plaats op het Bahrain International Circuit.
In 2016 maakte Gelael de overstap naar Campos Racing in de GP2. Met uitzondering van een tweede plaats achter teamgenoot Mitch Evans in de eerste race op de Red Bull Ring wist hij geen grote resultaten te boeken en eindigde zo met 24 punten als vijftiende in de eindstand.
In 2017 stapt Gelael binnen de GP2, dat de naam veranderd heeft naar Formule 2, over naar het team Pertamina Arden. Tijdens een incident in 2020 in Barcelona brak Gelael een ruggenwervel. Hierdoor is het niet zeker of hij dit seizoen nog in actie komt.

### Formule 1
In 2017 mocht Gelael vier vrije trainingen rijden voor het Formule 1-team van Toro Rosso, beginnend bij de Grand Prix van Singapore.

#### Totale Formule 1-resultaten
| Seizoen | Inschrijving        | Chassis          | Motor             | 1   | 2   | 3   | 4   | 5   | 6   | 7   | 8   | 9   | 10  | 11  | 12  | 13  | 14     | 15     | 16  | 17     | 18     | 19  | 20  | 21  | Pos | Punten |
| ------- | ------------------- | ---------------- | ----------------- | --- | --- | --- | --- | --- | --- | --- | --- | --- | --- | --- | --- | --- | ------ | ------ | --- | ------ | ------ | --- | --- | --- | --- | ------ |
| 2017    | Scuderia Toro Rosso | Toro Rosso STR12 | Renault R.E.17 V6 | AUS | CHN | BHR | RUS | SPA | MON | CAN | AZE | OOS | GBR | HON | BEL | ITA | SIN TC | MAL TC | JPN | VST TC | MEX TC | BRA | ABU |     | -   | -      |
| 2018    | Scuderia Toro Rosso | Toro Rosso STR13 | Honda RA618H V6   | AUS | BHR | CHN | AZE | SPA | MON | CAN | FRA | OOS | GBR | DUI | HON | BEL | ITA    | SIN    | RUS | JPN    | VST TC | MEX | BRA | ABU | -   | -      |